# Хаджиставрева буна
Хаджиставревата буна е опит за въстание, съставна част от плана на Раковски за освобождение на България и образуването на Първата българска легия. След разтурването на легията от сръбските власти през 1862 г., хаджи Ставри Койнов създава чета от около 100 до 150 души, с която тръгва от Лясковския манастир, Горнооряховско, но след няколко сражения четата е разбита окончателно в местността Седлото между Трявна и Габрово. Втора голяма чета е образувана в Габровско, начело с Никола Стефанов и Коста Ефтимов - Наполеона, но се разпръснала след неуспеха на търновските въстаници. В Котленския Балкан за кратко действат четите на Тодораки Ряховчанина и Иван Марков. Във връзка с опита за въстание през лятото и есента на 1862 г. в Тракия и Балкана обикаля и четата на Панайот Хитов.